# Пад МиГ-23 у Белгији 1989.
Пад МиГ-23 у Белгији 1989. десио се 4. јула 1989. године, када се  млазни ловац МиГ-23 совјетских ваздухопловних снага срушио на кућу у Белегему, у близини Кортријка, у Белгији, убивши једну особу. Пилот се катапултирао више од сат времена раније у близини Колобжега, у Пољској, након техничких проблема, али је авион наставио да лети око 900 километара пре него што је остао без горива и ударио у земљу.

## Лет
Инцидент је почео као рутински тренажни лет. Пилот пуковник Николај Скуридин требало је да лети на МиГ-23М из ваздухопловне базе Багич у близини Колобжега у Пољској. Приликом полетања дошло је до отказа накнадног сагоревања мотора, што је проузроковало делимичан губитак снаге. На надморској висини од 150 метара и спуштајући се, пилот је одлучио да напусти авион и безбедно се катапултирао. Међутим, мотор је наставио да ради и летелица је остала у ваздуху, летећи уз помоћ аутопилота у правцу запада.
Беспилотна летелица је напустила ваздушни простор Пољске, прешавши у Источну Немачку, а затим у Западну Немачку, где ју је пресрео пар ловаца Ф-15 из 32. тактичке ловачке ескадриле ваздушних снага Сједињених Америчких Држава у Европи, стациониране у ваздухопловној бази Соестерберг у Холандији. Пилоти Ф-15 су известили да МиГ нема посаду. У тој фази лета авион се потенцијално кретао према територијалном ваздушном простору Уједињеног Краљевства, тако да је ескадрила 56(Ф) краљевског ратног ваздухопловства за брзо реаговање пребачена из Ватисхама у Сафолку и упућена да лети максималном подзвучном брзином до обала Кента и буде спремна да обори МиГ ако пређе Ламанш.
МиГ-23 је прешао у холандски ваздушни простор и наставио ка Белгији. Ловци Ф-15 у пратњи добили су инструкције да оборе авион изнад Северног мора, али пошто је МиГ-у понестало горива, почео је полако да скреће ка југу, што је навело француско ваздухопловство да стави своје ловце у приправност. Након лета дугог скоро 900 километара, МиГ се на крају срушио у кућу на адреси у граду Белегем, близу Кортријка, око 5-10 километара од француске границе, убивши тинејџера Вима Делера.
Делаере, студент информатике који је имао 18 или 19 година, је наводно спавао у кући сам након што је прославио крај свог универзитетског испита претходног дана, када се МиГ срушио и убио га у 10:30 часова. Његова мајка и брат су куповали намирнице у Кортријку, а отац је радио у Ипру.

## Политичке последице
Белгијска влада је уложила званични протест Совјетском Савезу због недостатка обавештења о залуталом авиону. Белгијски министар спољних послова Марк Ејскенс изразио је забринутост да „од тренутка када је МиГ-23 први пут примећен на радару НАТО- а до тренутка када се срушио више од сат времена касније, није стигла реч упозорења са совјетске стране“ и да „тамо је такође била 'приметна спорост' од стране Совјета у откривању да ли је авион носио нуклеарно или токсично оружје."